# Kanice (Petrovice)
Kanice (německy Kanitz) je malá vesnice, část obce Petrovice v okrese Hradec Králové. Nachází se 1,5 kilometru severozápadně od Petrovic. Kanice leží v katastrálním území Kanice u Petrovic o rozloze 2,18 km². Severovýchodně od vesnice se nachází přírodní památka Kanice – lesní rybník.